# Biokovo (samhälle)
Biokovo är ett samhälle i Bosnien och Hercegovina.   Det ligger i entiteten Republika Srpska, i den sydöstra delen av landet, 50 kilometer sydost om huvudstaden Sarajevo. Biokovo ligger 503 meter över havet och antalet invånare är 188.
Terrängen runt Biokovo är huvudsakligen kuperad, men söderut är den bergig. Biokovo ligger nere i en dal.Närmaste större samhälle är Foča, 1,9 kilometer nordväst om Biokovo. 
I omgivningarna runt Biokovo växer i huvudsak blandskog. Runt Biokovo är det ganska tätbefolkat, med 67 invånare per kvadratkilometer.